# Mitsubishi Pajero
Mitsubishi Pajero — среднеразмерный японский внедорожник, флагман модельного ряда компании Mitsubishi. Впервые был представлен в 1976 году на Токийском автосалоне как концепт-кар пляжного автомобиля, созданный на базе Mitsubishi Jeep, выпускавшегося по лицензии. В период с 1985 по 2007 год на спортпрототипах Mitsubishi Pajero удалось одержать 12 побед в ралли-рейде «Дакар».
Модель Pajero (pəˈhɛroʊ, pɑˈxɛroʊ, пахе́ро) (англ.) была названа так в честь пампасской кошки (Leopardus pajeros), обитающей на плато Патагония, в южной Аргентине. (англ.) Однако, так как слово pajero (пахе́ро) имеет в испанском языке жаргонное значение «дрочила», на некоторых зарубежных рынках было принято иное название. Так, в Испании, Индии и Америке (кроме Бразилии) оно было заменено на Mitsubishi Montero (означающее «воин-горец»), а в Великобритании на Mitsubishi Shogun («сёгун»). В Японии слово Pajero произносят как «падзэ́ро» (яп. パジェロ). В русском языке также закрепилось произношение «падже́ро», от которого образовалось множество различных сленговых прозвищ.

## Первое поколение
Mitsubishi Pajero первого поколения дебютировал на Токийском автосалоне в октябре 1981 года, а в мае 1982 года первой в продажу поступила короткая трёхдверная версия с бензиновым (4G63 — 2,0 л) и дизельным (4D55 — 2,3 л) двигателями. В январе 1983 года, всего лишь через год после начала производства, Pajero вступил в мир автоспорта.

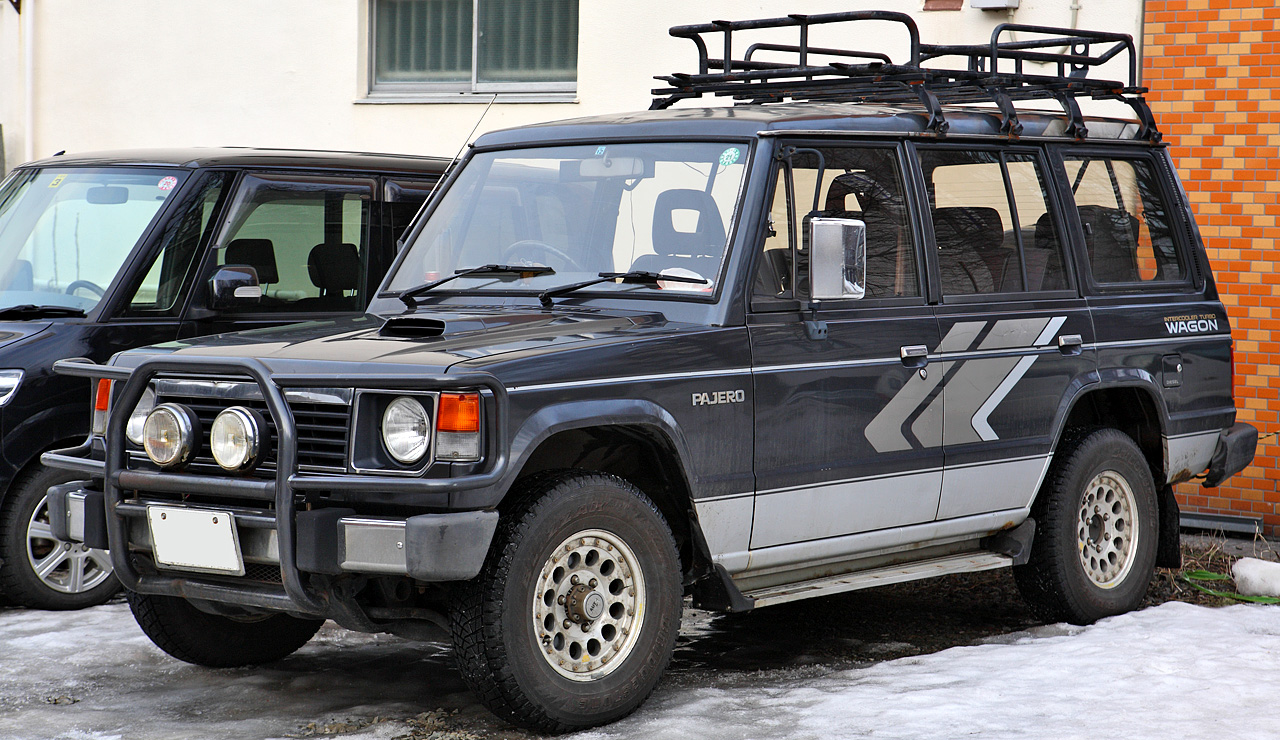
Пятидверный Mitsubishi Pajero первого поколения

В феврале 1983 года вышла модификация с длинной колёсной базой и пятью дверями с возможностью выбора из двух различных двигателей: 2,0-литровый турбированный бензиновый 4G63T (под маркой «2.0 Turbo» или «2000 Турбо» на некоторых рынках), а также 2,3-литровый турбированный дизель 4D55T (под маркой «2,3 TD» или «2300 TD»). Пятидверная модификация выпускалась со стандартной, полувысокой и высокой крышей. Девятиместная версия с высокой крышей обычно используется в операциях ООН.

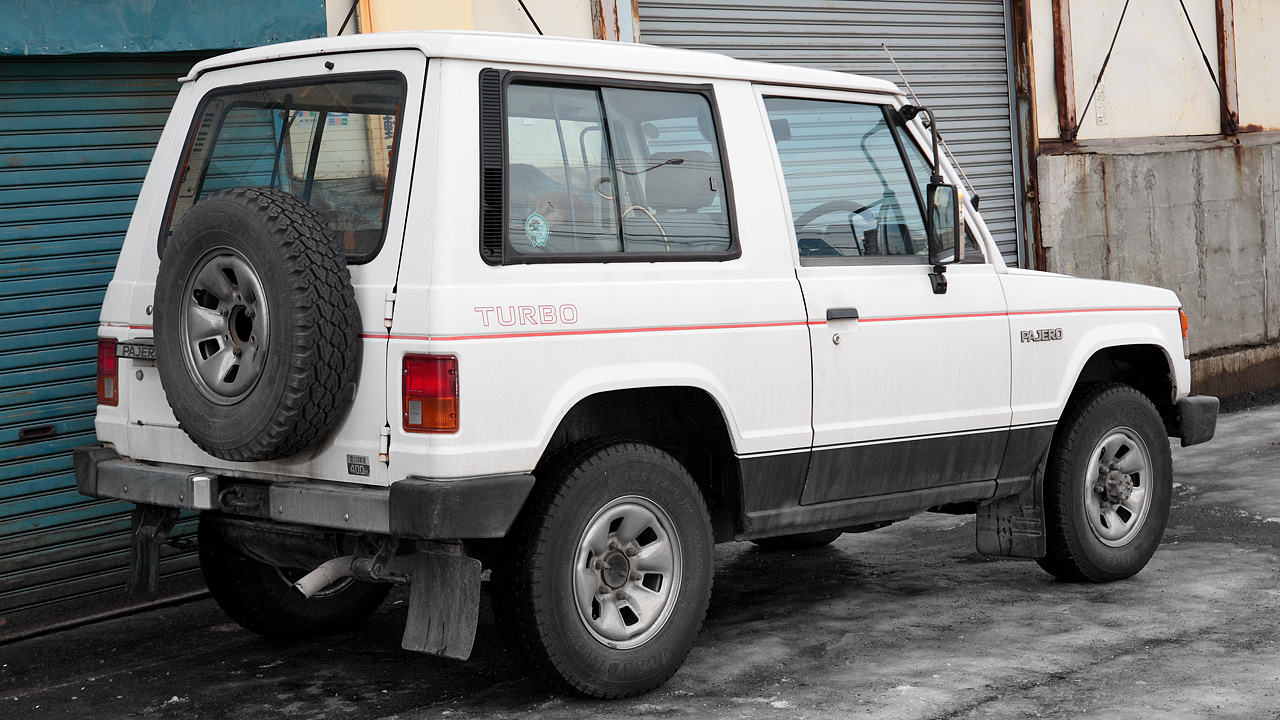
Mitsubishi Pajero первого поколения, вид сзади

В июне 1984 года Pajero были доработаны. Дизельные двигатели с турбонаддувом стали ещё мощнее, модели с длинной колёсной базой получили дисковые тормоза всех колёс в качестве стандартного оборудования.
В 1985 году на ралли Париж - Дакар команда Mitsubishi заняла первое место в классе Марафон (почти серийные машины), после чего перешла в группу В (прототипы). В начале 1987 года была представлена новая флагманская модель Pajero: с двухцветной окраской, пятнадцатидюймовыми литыми дисками, передними сиденьями с обогревателями. Также в 1987 году версия Pajero / Montero стала продаваться в США как «Dodge Raider».
Начиная с 1986 года начал устанавливаться новый дизельный двигатель (4D56T — 2,5 л) с турбиной, с 1988 — с интеркулером. С 1990 года ставится новый бензиновый двигатель (6G72 — 3,0 л) — V-образная шестёрка, в настоящее время этот двигатель с небольшими изменениями ставится на Pajero для японского рынка и арабских стран. Так же в разные годы на Pajero первого поколения устанавливались бензиновые двигатели, карбюраторные 4G63 — 2 л и 4G54 — 2,6 л, и впрысковый 4G64 — 2,4 л. Кроме 5- и 3-дверных версий была 3-дверная версия с мягкой задней частью крыши — кузов canvas top.
В 1990 году был запущен в серию длиннобазный «Mitsubishi Pajero Elite», отличавшийся от базового варианта облицовкой панели приборов и дверей из орехового дерева, люком в крыше, окраской в голубой или серый цвет. В 1990 году Mitsubishi заняла первое место в группе Т3 на ралли Тунис, а в 1991 году 2-е место в общем зачёте на ралли Париж—Дакар.
В начале 1991 года в небольшом количестве вышли три особые модификации:
- «Mitsubishi Pajero Togo» — короткобазный «canvas top» (с мягким верхом) с кожаным салоном со вставками из дерева ценных пород, литыми дисками и расширенными арками колёс.
- «Mitsubishi Pajero Exe» — длиннобазный, с системой централизованной блокировки замков и салоном голубого цвета.
- «Mitsubishi Pajero Osaka» — с системой централизованной блокировки замков и кожаным салоном со вставками из дерева ценных пород.

Компании Hyundai Precision Products в 1991 году была продана лицензия на производство Pajero, он производился как Hyundai Galloper с 1991 по 2003 год.

## Второе поколение

### До рестайлинга

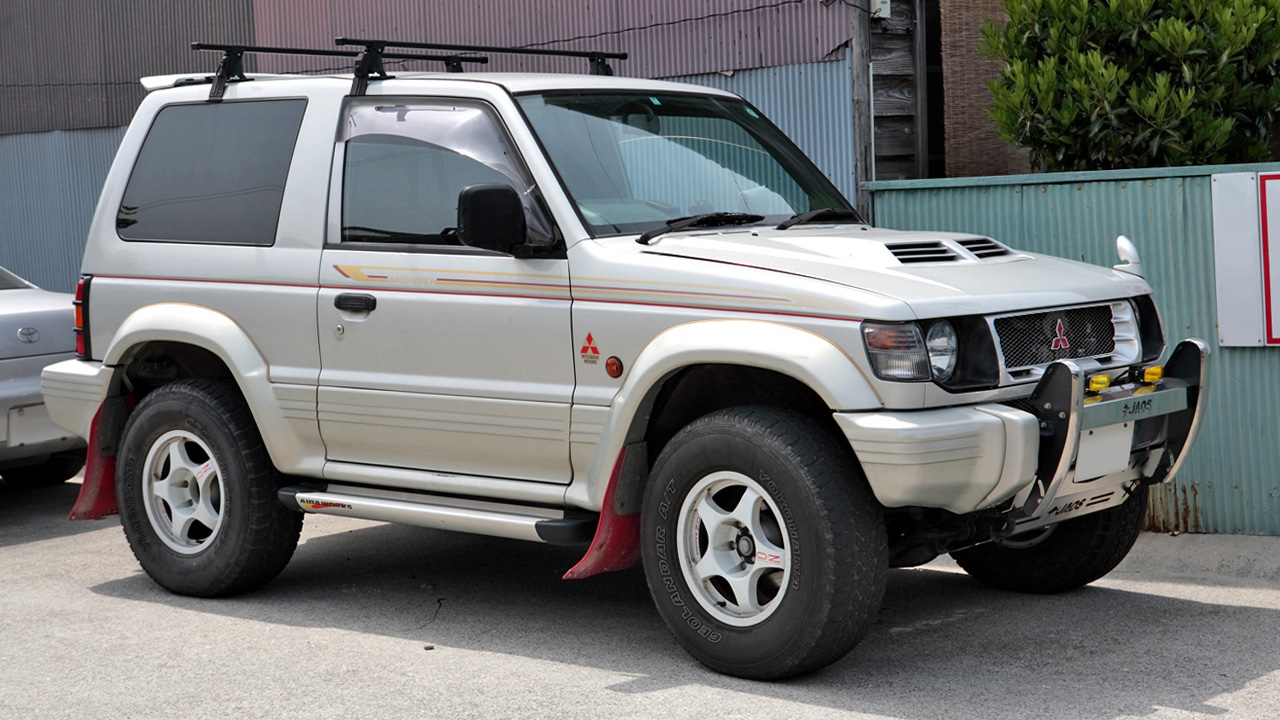
Трёхдверный Mitsubishi Pajero второго поколения

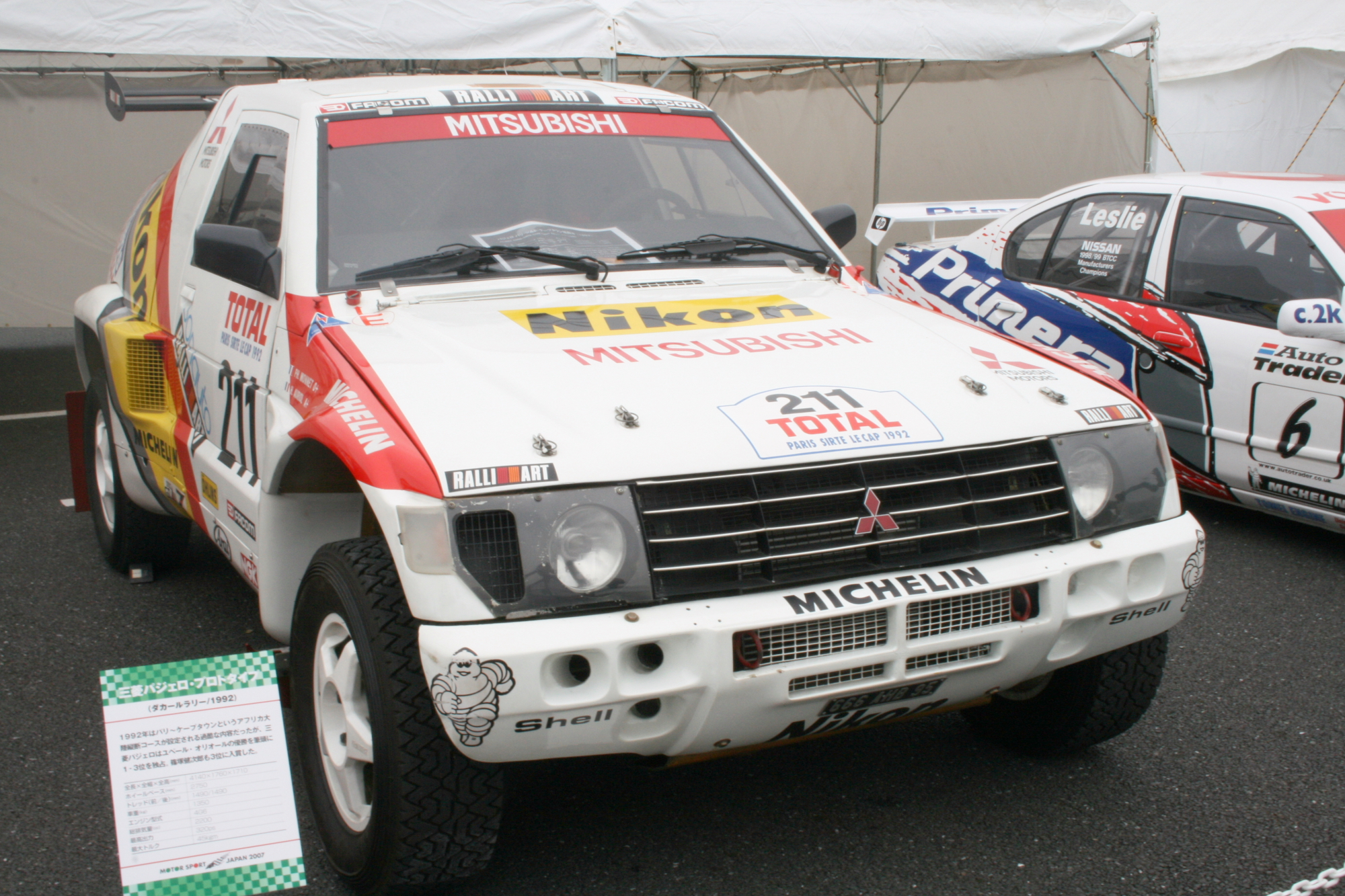
Раллийный Mitsubishi Pajero второго поколения

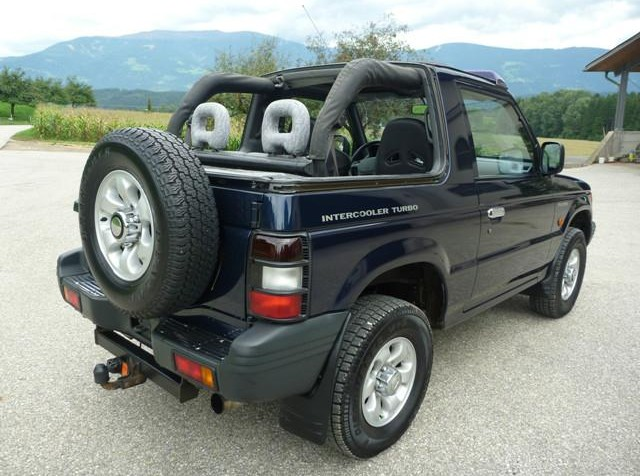
Mitsubishi Pajero с кузовом Canvas Top

В 1991 году начался выпуск второго поколения Pajero, на нём впервые появилась трансмиссия Super Select 4WD, которая позволяет передвигаться на полном приводе по сухим покрытиям за счёт наличия межосевого дифференциала. Устанавливалось два двигателя — бензиновый (6G72 — 3,0 л) и дизельный (4D56 — 2,5 л). В пятидверной версии появился третий ряд сидений, а кузов с мягкой крышей обзавёлся электроприводом. На Pajero второго поколения существовала комплектации с регулируемыми амортизаторами из салона а/м, механической лебёдкой за передним бампером, а также с гидросистемой изменения клиренса.
Наряду с комфортабельными Pajero, выпускался и коммерческий вариант — с двигателями от первого поколения (бензиновый 4G54 и дизельный 4D56), трансмиссией Part-Time (отключаемый передний мост без межосевого дифференциала), рессорной подвеской задних колёс и менее комфортабельным салоном.
В 1993 году появились новые двигатели: бензиновый (6G74 — 3,5 л) с двумя верхними распределительными валами и дизельный (4M40 — 2,8 л) с интеркулером и цепным приводом ГРМ. В том же году произошла модернизация бензинового двигателя 6G72, он получил по четыре клапана на цилиндр. Задняя подвеска пружинная на двух продольных рычагах с тягой Панара и торсионная спереди на двойных поперечных рычагах. Трансмиссия Super-Select 4WD позволяет выбирать между задним и полным приводом, включать понижающий ряд передач и блокировку центрального дифференциала. Большинство машин (для европейского рынка) комплектовались блокировкой дифференциала задней оси, управляемой из салона (на части машин устанавливался дифференциал повышенного трения (LSD), существовал также гибридный вариант — принудительно блокируемый дифференциал сблокированный с LSD), некоторые машины дополнительно комплектовались АБС.
В 1996 году стала устанавливаться система централизованного управления замками дверей, раздельное сиденье второго ряда (на длиннобазных моделях) и, как дополнительные опции, иммобилайзер и сдвижной люк в крыше с электроприводом на короткобазных моделях.

### После рестайлинга

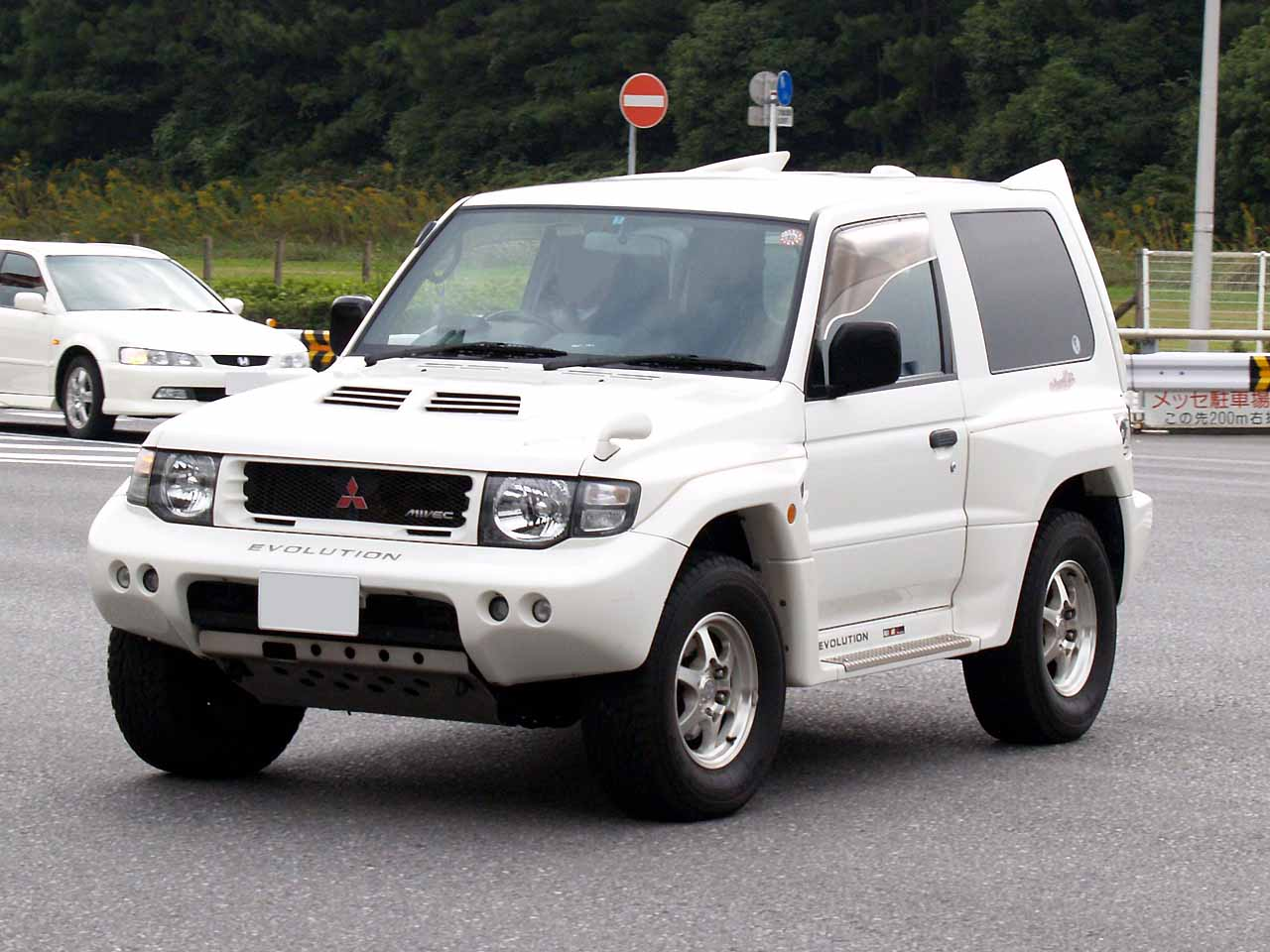
Mitsubishi Pajero Evolution

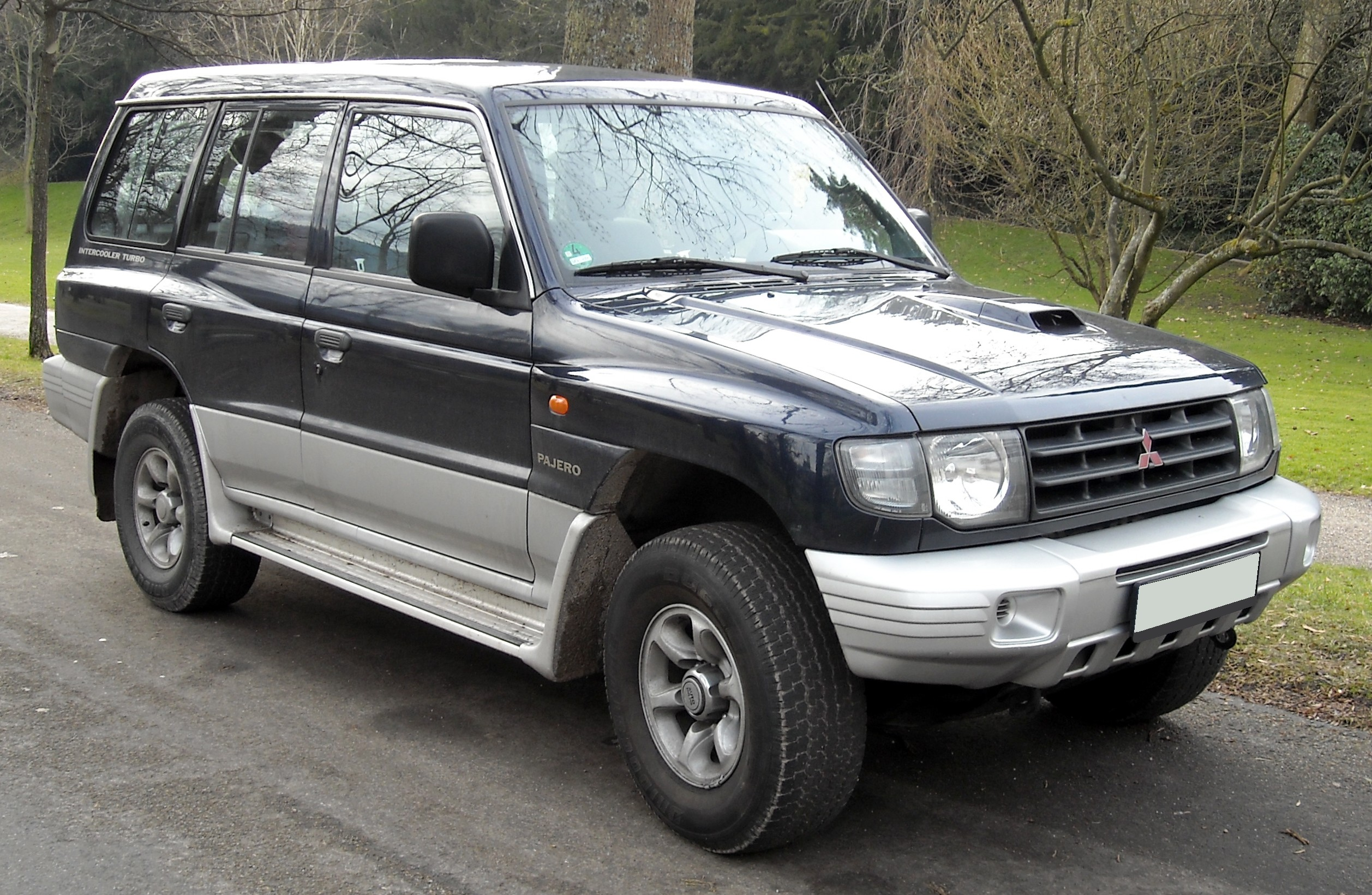
рестайлинговый Mitsubishi Pajero II 1997 модельного года

1997 год — произведён рестайлинг второго поколения, изменился внешний дизайн, интерьер. Двигатель V6 3.5L также подвергся изменениям (на смену 6G74 DOHC MPI пришёл 6G74 DOHC GDI), Появилась обновлённая трансмиссия INVECS-II с новой автоматической коробкой передач (пятиступенчатая для двигателя 3,5 л и четырёхступенчатая для дизельного 2,8 л).
Также в 1997 году в производство вышла омологированная для ралли-рейдов и в то же время «гражданская» версия Pajero — Pajero Evolution с двигателем 6G74 объёмом 3,5 л с системой MIVEC (изменяемые фазы газораспределения), мощность — 288 л. с. Существовал вариант с автоматической коробкой переключения передач с возможностью ручного переключения передач INVECS II. Новая трансмиссия, названная создателями Super-Select 4WD-II. На задней оси установлен дифференциал повышенного трения LSD (с октября 1997 года — гибридный LSD с вискомуфтой VCU).
В 1998 году противотуманные фары в бампер стали устанавливаться и на базовые комплектации, конструкция двигателя 6G74 была упрощена: вместо головки цилиндров с двумя распредвалами (в каждой, схема DOHC) были установлены новые одновальные головки (схема SOHC).
Производство Pajero II В Японии было закончено в 1999 году, уже по традиции по окончании производства лицензия была продана китайской компании CHANGFENG MOTOR, которая производит эту модель до сих пор под брендом Liebao Leopard. Кроме того, на филиппинском филиале MMC по технологии CKD из японских комплектующих продолжали собирать Pajero II для местного рынка и некоторых стран АСЕАН.
С 2002 года растущий спрос в Европе на эту модель, более доступную по сравнению с Pajero третьего поколения, побудил руководство Mitsubishi Motors возобновить выпуск в Японии Pajero II для продаж в страны ЕС под названием Pajero Classic. Это версия образца 1997 модельного года с короткобазным 3-дверным или длиннобазным 5-дверным кузовом, оснащённая вихрекамерным дизелем 4D56 с турбонаддувом, развивающим 116 л. с. и 240 Н⋅м и агрегатированным с 5-ступенчатой механической полноприводной трансмиссией Easy Select (PartTime) и задним дифференциалом Torsen с двумя степенями блокировки. Pajero Classic продаётся только в одной комплектации, включающей центральный замок, систему климат-контроля, иммобилайзер, обогрев зеркал и ветрового стекла, электронные системы ABS и EBD в приводе тормозов. В перечень заказного оборудования входят люк с электроприводом, дополнительный блок приборов в верхней части панели (манометр давления масла, креномер и компас со встроенным датчиком температуры воздуха за бортом), отделку салона натуральной кожей.

В настоящее время на заводах Hindustan Motors в Индии параллельно с Pajero четвёртого поколения производится Pajero SFX — версия образца 1997 модельного года с длиннобазным 5-дверным кузовом, дизельным 2,8-литровым двигателем с турбонаддувом и промежуточным охлаждением, 5-ступенчатой механической полноприводной трансмиссией с раздаточной коробкой Super Select.

### Варианты исполнений
| Код | Колёсная база и задняя подвеска          | Модель двигателя | Коробка передач                                                | Исполнение             |
| --- | ---------------------------------------- | ---------------- | -------------------------------------------------------------- | ---------------------- |
| V11 | рессорная задняя подвеска, короткая база | 4G64 (2351 см3)  | V5M21 (5мкпп)                                                  | Van, Wagon             |
| V12 | рессорная задняя подвеска, короткая база | 4G54 (2555см3)   | V5M21 (5мкпп)                                                  | Van, Wagon, Canvas Top |
| V13 | рессорная задняя подвеска, короткая база | 6G72 (2972см3)   | V5MT1 (5МКПП) или V4AW2 (4АКПП)                                | Van                    |
| V14 | рессорная задняя подвеска, короткая база | 4D56 (2477см3)   | V5M21 (5мкпп) или V5MT1 (5МКПП) или V4AW2 (4АКПП)              | Van, Wagon, Canvas Top |
| V21 | пружинная задняя подвеска, короткая база | 4G64 (2351 см3)  | V5M21 (5мкпп)                                                  | Wagon, Canvas Top      |
| V23 | пружинная задняя подвеска, короткая база | 6G72 (2972см3)   | V5MT1 (5МКПП) или V4AW2 (4АКПП)                                | Wagon, Canvas Top      |
| V24 | пружинная задняя подвеска, короткая база | 4D56 (2477см3)   | V5M21 (5мкпп) или V5MT1 (5МКПП) или V4AW2 (4АКПП)              | Van, Wagon, Canvas Top |
| V25 | пружинная задняя подвеска, короткая база | 6G74 (3497см3)   | V5M31 (5МКПП) или V4AW3 (4МКПП)                                | Wagon, Canvas Top      |
| V26 | пружинная задняя подвеска, короткая база | 4M40 (2835см3)   | V5M31 (5МКПП) или V4AW3 (4МКПП)                                | Wagon, Canvas Top      |
| V31 | рессорная задняя подвеска, длинная база  | 4G64 (2351 см3)  | V5M21 (5мкпп)                                                  | Van, Wagon             |
| V32 | рессорная задняя подвеска, длинная база  | 4G54 (2555см3)   | V5M21 (5мкпп)                                                  | Van, Wagon             |
| V33 | рессорная задняя подвеска, длинная база  | 6G72 (2972см3)   | V5MT1 (5МКПП) или V4AW2 (4АКПП)                                | Wagon                  |
| V34 | рессорная задняя подвеска, длинная база  | 4D56 (2477см3)   | V5M21 (5мкпп) или V5MT1 (5МКПП) или V4AW2 (4АКПП)              | Van, Wagon             |
| V36 | рессорная задняя подвеска, длинная база  | 4M40 (2835см3)   | V5M21 (5МКПП, только на V36V), V5M31 (5МКПП) или V4AW3 (4МКПП) | Van, Wagon             |
| V41 | пружинная задняя подвеска, длинная база  | 4G64 (2351 см3)  | V5M21 (5мкпп)                                                  | Wagon                  |
| V43 | пружинная задняя подвеска, длинная база  | 6G72 (2972см3)   | V5MT1 (5МКПП) или V4AW2 (4АКПП)                                | Wagon                  |
| V44 | пружинная задняя подвеска, длинная база  | 4D56 (2477см3)   | V5M21 (5мкпп) или V5MT1 (5МКПП) или V4AW2 (4АКПП)              | Wagon                  |
| V45 | пружинная задняя подвеска, длинная база  | 6G74 (3497см3)   | V5M31 (5МКПП) или V4AW3 (4АКПП)                                | Wagon                  |
| V46 | пружинная задняя подвеска, длинная база  | 4M40 (2835см3)   | V5M31 (5МКПП) или V4AW3 (4АКПП)                                | Wagon                  |
| V47 | пружинная задняя подвеска, длинная база  | 4D56 (2477см3)   | V5MT1 (5МКПП) или V4AW2 (4АКПП)                                | Wagon                  |
| V55 | Pajero Evolution                         | 6G74 (3497см3)   | V5M31 (5МКПП) или V4AW3 (4АКПП)                                | Wagon                  |

## Третье поколение

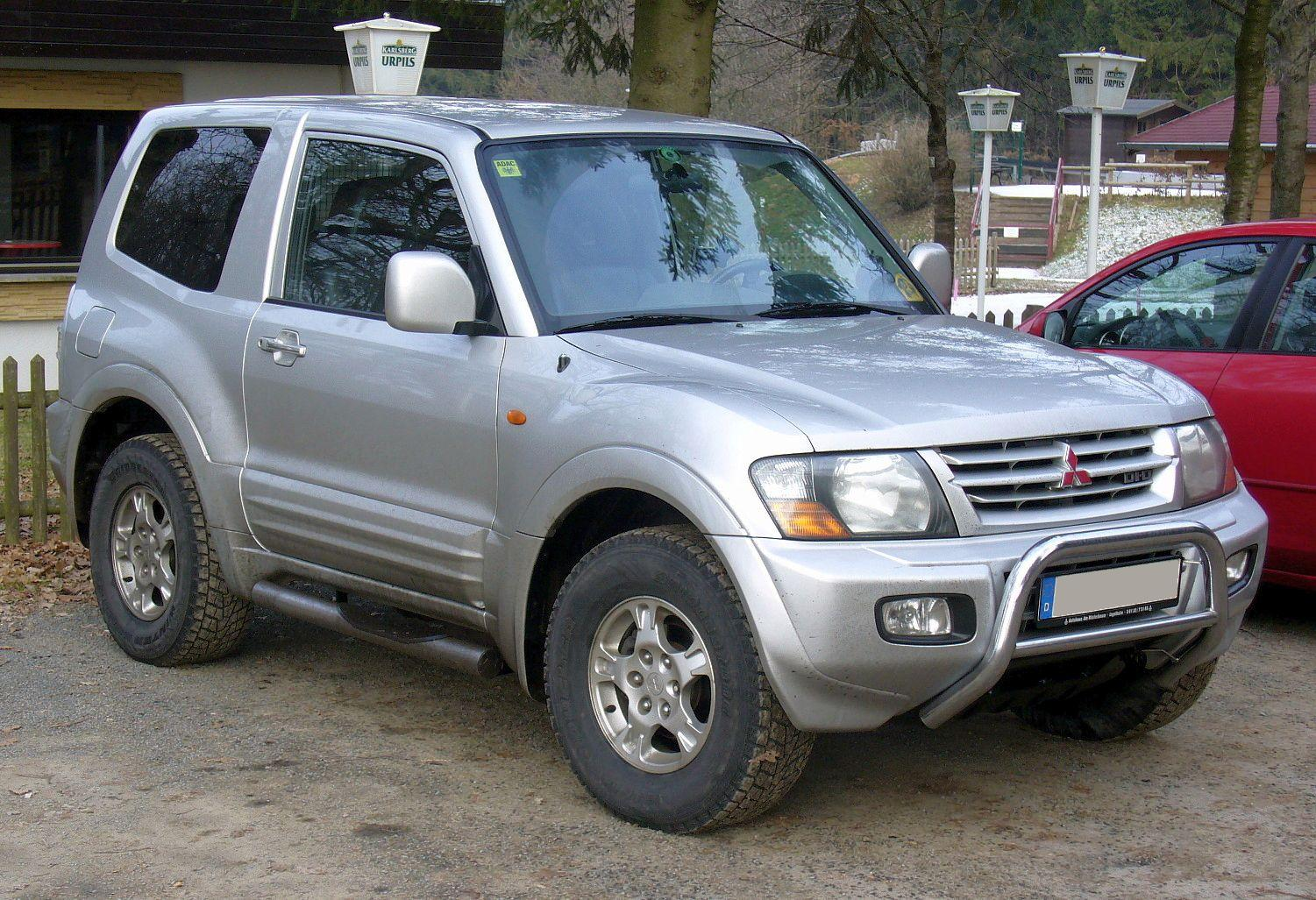
Короткобазный Mitsubishi Pajero третьего поколения

Третье поколение, вышедшее в 1999 году, отличал дизайн для внедорожников тех времён, в прошлое канули задний мост и торсионная подвеска. Рама стала интегрированной в кузов что позволило увеличить клиренс на 30 мм и на 50 мм опустить центр тяжести. Машина стала более лёгкой в управлении так же за счёт независимой пружинной подвески всех четырёх колёс и реечного рулевого механизма. Трансмиссия Super Select II получила межосевой дифференциал с электронным управлением, позволяющий автоматически перераспределять крутящий момент между передними и задними колёсами в диапазоне от 33:67 % до 50:50 %, рычаг на туннели не более чем стилизованная кнопка, так как все переключения происходят электронно. Самый спорный момент у третьего поколения был бензиновый (6G74 GDI — 3,5 л, 203 л. с.) двигатель с системой непосредственного впрыска GDI и заслонками во впускном коллекторе, меняющих его геометрию при различных оборотах при работе двигателя для экономии топлива и соответствия экологическим стандартам Японии. При этом в США поставлялась менее экономичная, но неприхотливая к топливу, версия двигателя (6G74 MPI — 3,5 л, 198—202 л. с.) без заслонок и системы GDI, а также с двигателем 6G75 — 3,8 л без сложных систем впрыска. Дизельный (4M41 — 3,2 л) двигатель с системой прямого впрыска DI-D. Устанавливалась адаптивная пятиступенчатая автоматическая коробка передач с возможностью ручного переключения — INVECS II. Автомобиль для японского рынка комплектовался ксеноновыми фарами, камерой заднего хода и навигационной системой. Кузова на выбор 5- и 3-дверные, версии с мягкой крышей не было. 3-й ряд сидений убирался в нишу в полу. Рестайлинг, проведённый в 2002 году изменил обвес и передний и задний бамперы, добавил систему стабилизации MASC

## Четвёртое поколение
При появлении 4-го поколения многие специалисты спорили — это новая модель или глубокий рестайлинг 3-го поколения. Внешне машины достаточно похожи друг на друга, салоны, не считая передней панели, полностью идентичны. Передняя и задняя часть отличаются сильно, а вот средняя часть кузова осталась прежней. Внешний дизайн стал более похож на второе поколение. Появился новый бензиновый (6G75 — 3,8 л) двигатель с системой изменения фаз газораспределения — MIVEC, дизель ставится тот же, что и на предыдущей модели, — 4M41 — 3,2 л. В ходовой части большинство изменений касалось размеров деталей, а рычаги стали алюминиевые. Трансмиссия Advanced Super Select II 4WD, АКПП INVECS II Sport Mode, настраивающаяся под стиль езды водителя.
Впервые он был разработан ещё в 2003 году, а его разработка закончилась в августе 2005 года. Был представлен 7 сентября 2006 года, его продажи начались в ноябре 2006 года. В сентябре 2008 года обновилась система Bluetooth.
В 2011 году Pajero прошёлся первому рестайлингу, его производство началось весной 2012, а продажи — 1 сентября 2012 года.
Осенью 2014 года был представлен второй рестайлинг, его производство началось зимой 2014/2015, а продажи — 1 июня 2015 года.

## Пятое поколение
Предвестником машины пятого поколения стал концепт-кар Mitsubishi GC-PHEV, который представили публике на Токийском автосалоне в ноябре 2013 года. Внедорожник брутального дизайна оснащён гибридной силовой установкой (бензиновый мотор 3.0 V6 MIVEC и электродвигатель) и системой полного привода.

## Спортивные достижения

### Ралли Дакар
Из спортивных успехов модели наиболее значимыми являются 12 побед в ралли-рейде «Дакар» (из них семь — подряд), одержанных период с 1985 по 2007 год. Все они были достигнуты на специально построенных спортпрототипах Mitsubishi Pajero.

## Производство и продажи
| Год  | Производство | Внутренние продажи | Экспорт |
| ---- | ------------ | ------------------ | ------- |
| 1982 | 16 930       | 8059               | 7023    |
| 1983 | 33 605       | 8076               | 25 886  |
| 1984 | 41 422       | 9176               | 32 341  |
| 1985 | 59 770       | 11 770             | 49 249  |
| 1986 | 87 252       | 16 636             | 70 594  |
| 1987 | 89 456       | 22 170             | 67 021  |
| 1988 | 107 157      | 25 225             | 79 699  |
| 1989 | 116 883      | 36 483             | 82 176  |
| 1990 | 108 730      | 36 072             | 71 206  |
| 1991 | 144 988      | 64 381             | 80 882  |
| 1992 | 174 708      | 83 685             | 89 835  |
| 1993 | 158 922      | 67 899             | 88 788  |
| 1994 | 161 238      | 54 329             | 106 570 |
| 1995 | 152 102      | 44 933             | 110 365 |
| 1996 | 128 593      | 28 851             | 99 200  |
| 1997 | 136 941      | 26 181             | 111 144 |
| 1998 | 95 675       | 9412               | 90 416  |
| 1999 | 90 524       | 20 189             | 65 212  |
| 2000 | 138 315      | 12 701             | 129 198 |
| 2001 | 91 700       | 6725               | 85 324  |
| 2002 | 112 161      | 5681               | 106 376 |
| 2003 | 90 929       | 6035               | 85 863  |
| 2004 | 79 152       | 4196               | 74 347  |
| 2005 | 69 142       | 2781               | 66 773  |
| 2006 | 75 933       | 6025               | 68 563  |
| 2007 | 112 103      | 3818               | 108 982 |

(Источники: 20-летняя история Pajero 4WD (Japanese) Архивная копия от 1 сентября 2010 на Wayback Machine, Facts & Figures 2005, Facts & Figures 2008, веб-сайт Mitsubishi Motors)